# Edna Mae Cooper
Edna Mae Cooper (Baltimora, 19 luglio 1900 – Woodland Hills, 27 giugno 1986) è stata un'attrice statunitense, attiva soprattutto all'epoca del muto. Lavorò spesso diretta da Cecil B. DeMille.

## Filmografia
- Rimrock Jones, regia di Donald Crisp (1918)
- The Whispering Chorus, regia di Cecil B. DeMille (1918)
- Old Wives for New, regia di Cecil B. DeMille (1918)
- Sauce for the Goose, regia di Walter Edwards (1918)
- You Never Saw Such a Girl, regia di Robert G. Vignola (1919)
- Putting It Over, regia di Donald Crisp (1919)
- Men, Women, and Money, regia di George Melford (1919)
- The Third Kiss, regia di Robert G. Vignola (1919)
- Maschio e femmina (Male and Female), regia di Cecil B. DeMille (1919)
- Peg o' My Heart, regia di William C. de Mille (1919)
- Perché cambiate moglie? (Why Change Your Wife?), regia di Cecil B. DeMille (1920)
- Folly of Vanity, regia di Maurice Elvey e Henry Otto (1924)
- Beauty and the Bad Man, regia di William Worthington (1925)
- Grounds for Divorce, regia di Paul Bern (1925)
- Le tre grazie (Sally, Irene and Mary), regia di Edmund Goulding (1925)
- Scotty of the Scouts, regia di Duke Worne (1926)
- Il re dei re (The King of Kings), regia di Cecil B. DeMille (1927)
- The Swim Princess, regia di Alfred J. Goulding - cortometraggio (1928)
- Dillo con lo zibellino (Say It with Sables), regia di Frank Capra (1928)
- Code of the Air, regia di James P. Hogan  (1928)
- The Apache, regia di Phil Rosen (1928)
- George Washington Cohen, regia di George Archainbaud (1928)
- Foolish Husbands, regia di Phil Whitman - cortometraggio (1929)
- Don't Get Jealous, regia di Phil Whitman - cortometraggio (1929)
- The Ten Commandments (The Ten Commandments), regia di Cecil B. DeMille (1956)